# Rink hockey en Catalogne
Le rink hockey est un sport très populaire en Catalogne, comme en témoigne les succès remportés par les clubs catalans au niveau international.

## Origine
Le 26 février 1905, se dispute le premier match documenté de rink hockey (en catalan : hoquei patins) en Catalogne. Il se joue sur le terrain du Sportmen's Club, entre le Palais de justice et le parc de la Ciutadella.
À partir de cette date, on sait que se jouent des parties de hockey sur les nombreuses piste de patinage situées à Barcelone comme le Skating Ring Sport, l'Iris Park, le Kursaal ou le Turó Park, ou encore sur les places publiques ou dans les frontons Colom et Comtal. Parmi les équipes pionnières, aujourd'hui toutes disparues, on peut citer le Sport Hockey Club, l'Indians Hockey Club, le Quatre Gats, le Skating Hockey Club, le Kursaal Skating Hockey Club, l'Athletic Hockey Club, l'Hispània ou le Skating Club Catalunya.
Malgré cela, le rink hockey tarde à s'organiser en Catalogne, ce n'est qu'en 1928, quatre ans après la création en 1924 de la Fédération internationale de patinage à roulettes (FIPR) qu'est créée la Federació Catalana d'Hoquei Patin (ca),. La Fédération est créée à l'initiative de sept clubs barcelonais le Skating Club Catalunya, le Skating Hockey Club, l'Unió Universitària, l'Hockey Patí Club Barcelona, le Racing Hockey Club, le Fellows et le Rollschuhe. L'Italien Luigi Pironti di Campagna (ca), établi à Barcelone, joue un grand rôle dans cette création puisque les statuts de la Fédération sont établis à partir des statuts de la fédération italienne créée en 1922. Il deviendra le 1er président de la fédération.
En 1930, est organisé le premier championnat de Catalogne de rink hockey (ca) avec la participation de dix équipes : Skating Club Catalunya A et B, Skating Hockey Club A et B, Hockey Patí Club Barcelona A, B et C, Unió Universitària, Rollschuhe et Júnior. Le Skating Club Catalunya devient la 1re équipe championne de Catalogne.

## Après la guerre civile
Après la guerre civile espagnole, le rink hockey arrive à Reus, Vilafranca del Penedès et Sabadell. En 1941, Josep Maria Sastre s'installe en Galice et y développe le hockey. Laureà Medina i Masferrer, président de la fédération catalane de 1940 à 1944, fédération qui s'appelle dorénavant fédération catalano-baléare, impulse la création de la fédération espagnole de rink hockey. En 1946, les fédérations d'hockey sur gazon et de rink hockey fusionnent et la fédération espagnole de kockey et de patinage est créée.
À partir de 1947, sous l'impulsion de Juan Antonio Samaranch, l'équipe d'Espagne, composée exclusivement de Catalans, fait ses débuts à l'international. Son premier grand succès intervient en 1951, à Barcelone, où elle remporte le championnat du monde (qui est en même temps le championnat d'Europe). Elle remporte plus tard le championnat du monde de 1954 et celui de 1955, ainsi que le championnat d'Europe de 1957, toujours avec des joueurs catalans. Les clubs remarquables de cette époque sont le RCD Espanyol de Barcelone, l'Unió Club d'Hoquei, le CN Reus Ploms (ca), le Club Patí, le Reus Deportiu, le FC Barcelone et le Club Patí Voltregà.
En 1954, la fédération de patinage se scinde en deux avec la fédération d'hockey sur gazon qui prend son autonomie. Les deux fédérations seront dorénavant indépendantes.
Durant les années soixante et soixante-dix, le hockey catalan maintient son hégémonie au niveau espagnol, remportant tous les titres joués. Le RCD Espanyol qui ouvre sa section en 1972 succède au FC Barcelone en tant que club dominant du hockey catalan. Au niveau européen, le hockey catalan domine la coupe des champions en remportant depuis 1966 et jusqu'en 1985 toutes les éditions sauf une (en 1977) grâce au Club Patí Voltregà, au Reus Deportiu et au FC Barcelone.
À partir des années 1980, un club espagnol non catalan, le HC Liceo de La Coruña conteste la suprématie des clubs catalans en remportant plusieurs titres. L'ossature de ce club est d'ailleurs constitué de nombreux joueurs catalans et argentins.
Avec le retour de la démocratie en 1975, se déroulent les premières parties amicales de la sélection catalane de rink hockey (ca). Elle participe ainsi depuis 2004 à la compétition de la Golden Cup (ca) qu'elle a remporté à maintes reprises. Elle participe également au championnat panaméricain que l'équipe masculine a remporté en 2010 et l'équipe féminine en 2011. À noter que l'équipe de Catalogne est membre depuis novembre 2006 de la confédération sud-américaine de patinage (ca) (CSP).

## Reconnaissance internationale provisoire de la fédération catalane de patinage
Le 27 mars 2004, la Fédération catalane de patinage est provisoirement reconnue comme membre à part entière de la Fédération internationale de roller sports (FIRS). En octobre, l'équipe catalane participe et remporte le championnat du monde B de rink hockey masculin. Par cette victoire, la Catalogne peut participer au championnat du monde A.
De prétendues pressions politiques de la part de l'État espagnol font que, lors de l'assemblée générale de la FIRS qui se tient le 26 novembre 2004 à Fresno, la qualité de membre de la Catalogne n'est pas entérinée. Ainsi, l'équipe de Catalogne n'est plus autorisée à participer au championnat du monde A. La Fédération catalane fait appel de cette décision devant le Tribunal arbitral du sport (TAS) de Lausanne. Le TAS donne finalement raison à la Fédération catalane et invalide pour irrégularités l'assemblée de Fresno obligeant la FIRS à refaire le vote d'admission de la Catalogne à la FIRS. Finalement, lors d'une nouvelle assemblée, la candidature de la Catalogne est à nouveau refusé mais cette fois là de manière plus juste. C'est finalement la sélection espagnole, constituée intégralement de joueurs catalans, qui participe au championnat du monde A et qui de plus le remporte !

## Admission à la Confédération sud-américaine de patinage
Le 11 novembre 2006, la Fédération catalane de patinage est admise au sein de la Confédération sud-américaine de patinage (CSP) avec le statut de membre adhérent, ce qui lui donne le droit de s'exprimer, mais sans droit de vote. De cette manière, les équipes catalanes peuvent participer officiellement aux compétitions organisées par cette confédération dans les disciplines du rink hockey, du patinage de vitesse et du patinage artistique. Ce processus n'a pas été exempt de tensions à la suite du rejet de cette décision par l'Espagne.

## Principaux joueurs catalans
- Avant 1940
  - Esteve Humet[3]
  - Jacint Humet (ca)[3]
  - Miquel Moragas (ca)[4]

- Entre 1940 et 1950
  - Ramon Bassó (ca)[5],[6]
  - Salvador Felip[6]
  - Lluís Gallén (ca)[2],[7]
  - Marc Humet (ca)[3]
  - Pere Nadal[2],[6]
  - Lluís Rubió (ca)[6]
  - August Serra (ca)[5],[6]

- Entre 1950 et 1960
  - Francesc Boronat[8],[2],[6]
  - Pere Gallén[9],[7],[6]
  - Josep Llinàs (ca)[5],[6]
  - Pere Magriñà (ca)[7],[6]
  - Tito Mas (ca)[5],[6]
  - Joan Orpinell (ca)[5],[8],[6]
  - Manel Puigbó[8],[6]
  - Josep Maria Salarich (ca)[2],[6]
  - Josep Soteras (ca)[5],[2],[6]
  - Jordi Trias (ca)[5],[8],[6]
  - Joan Antoni Zabalia (ca)[5],[8],[6]

- Entre 1960 et 1970
  - Josep Barguñó[2],[6]
  - Ricard Brasal[6]
  - Jaume Capdevila[10],[6]
  - Miquel Pagès (ca)[2],[6]
  - Enric Carbonell (ca)[2],[6]
  - Humbert Ferrer (ca)[2],[11],[6]
  - Carlos Largo[11],[6]
  - Josep Lorente (ca)[11]
  - Manel Mascó (ca)[6]
  - Antoni Parella (ca)[2]
  - Ramon Maria Pons (ca)[6]
  - Josep Maria Pont (ca)[6]
  - Miquel Recio[2],[6]
  - Enric Roca (ca)[6]
  - Joan Sabater (ca)[2],[10],[6]
  - Robert Vilella (ca)[2],[10],[6]
  - Agustí Vilar (ca)[6]
  - Joan Maria Vilallonga (ca)[2]

- Entre 1970 et 1980
  - Joan Brasal (ca)[2],[6]
  - Sergi Centell (ca)[2],[6]
  - Manel Chércoles[9],[6]
  - Joan Edo[9],[6]
  - Manel Edo (ca)[6]
  - Santi Garcia (ca)[2],[11],[10],[6]
  - Josep Giralt (ca)[2],[6]
  - Ramon Nogué (ca)[2],[10],[6]
  - Catxo Ordeig (ca)[2],[6]
  - Carles Trullols (ca)[2],[11],[6]
  - Joan Vila (ca)[2],[10],[6]
  - Joaquim Vilallonga (ca)[2],[10],[6]
  - Jordi Villacorta[2],[6]

- Entre 1980 et 1990
  - Quico Alabart (ca)[11],[6]
  - Xavier Ibarz (ca)[6]
  - Josep Llonch (ca)[2],[6]
  - Joaquim Paüls[2],[6]
  - Joan Torner (ca)[2],[6]
  - Josep Enric Torner (ca)[2],[6]
  - Ricard Torres (ca)[2],[6]
  - Hèctor Venteo[6]
  - Jordi Vila-Puig (ca)[2],[6]
  - Nene Zabalia[6]

- Entre 1990 et 2000
  - Joan Ayats (ca)[2],[6]
  - Josep Benito (ca)[6]
  - David Cáceres (ca)[6]
  - Santi Carda (ca)[6]
  - Joan Carles[6]
  - Joan Ignasi Edo[6]
  - Carles Folguera (ca)[6]
  - Albert Folguera[6]
  - David Gabaldón (ca)[6]
  - Ferran Pujalte (ca)[6]
  - Toni Rovira (ca)[6]
  - Ivan Tibau (ca)[6]

- Entre 2000 et 2010
  - Víctor Agramunt[6]
  - Alberto Borregán[6]
  - Ramon Benito[6]
  - Aitor Egurrola[6]
  - Pedro Gil[6]
  - Marc Gual[6]
  - Josep Maria Ordeig (ca)[6]
  - Sergi Panadero[6]
  - Titi Roca[6]
  - Lluís Teixidó (ca)[6]
  - Marc Torra (ca)[6]
  - Guillem Trabal (ca)[6]

- Depuis 2010
  - Jordi Adroher[6]
  - Antoni Baliu[6]
  - Romà Bancells (ca)[6]
  - Jordi Bargalló[6]
  - Xavier Barroso[6]
  - Sergi Fernández (ca)[6]